# Petrus Bylander
Petrus Bylander, född 27 juli 1840 i Näs socken, Jämtland, död 14 augusti 1907 i Marieby. Han var en svensk torpare, skomakare och amatörorgelbyggare i Marieby.

## Biografi
Bylander föddes 27 juli 1840 på Grönviken i Näs socken, Jämtland. Han var son till Jonas Ålström och Märtha Enocksdotter. Familjen flyttade 1844 till Bye 3 i Marieby. 1869 gifte sig Bylander med Märta Christina Larsdotter.

## Orglar
| År              | Ursprunglig kyrka   | Stift      | Bild | Manualer | Pedal | Stämmor | Bevarad orgel/fasad | Övrigt |
| --------------- | ------------------- | ---------- | ---- | -------- | ----- | ------- | ------------------- | --- |
| 1867 eller 1870 | Marieby kyrka       | Härnösands |      |          |       | 3       | Nej/Nej             | Orgeln förstördes 1876, när kyrkan brann. |
| 1871            | Näs kyrka, Jämtland | Härnösands |      | 1        | -     | 4       | Ja/Ja               | 1901 skänktes orgeln till Gillhovs kapell, Hackås. 1930 flyttades orgeln till Näs församlingssal. 1967 renoverades orgeln av Grönlunds Orgelbyggeri, Gammelstad. Orgeln flyttades samma år tillbaka till Näs kyrka. Där den kom att placeras framme i koret. |